# Café Saint-Jacques
Le Café Saint-Jacques était un cabaret montréalais du milieu du 20e siècle, qui fut en opération de la fin des années 1940 jusque dans les années 1960. Lieu central de diffusion pour les auteurs-compositeurs francophones de la décennie précédant l'ouverture de la Place des Arts en 1963, il a joué un rôle important pour l'émergence de la chanson québécoise. 
Plusieurs émissions radiophoniques y furent enregistrées. À l'automne 1949, Fernand Robidoux y débute l'animation de Reine d'un soir, diffusée en direct sur les ondes de CKVL (Montréal). CKVL y enregistrera aussi L'Heure de la bonne humeur, avec Léon Lachance et le pianiste Rod Tremblay. Sur un album lancé par l'étiquette Alouette, on retrouve, en plus de Lachance et Tremblay, l'humoriste Claude Landré et le comédien Jean-Pierre Masson. 

## Localisation
Le Café Saint-Jacques était situé dans le centre ville de Montréal, au 415 de la rue Sainte-Catherine est, à l’angle de la rue Saint-Denis. L'édifice fut démoli en 1975 pour faire place au pavillon Judith-Jasmin de l'UQAM.  
Un autre cabaret important de l'époque, Aux Trois Castors, était localisé au troisième étage du même édifice.  

## Artistes ayant animé le Café Saint-Jacques
- Willie Lamothe[3]
- Jacques Normand[4]
- Clairette Oddera[4]
- Tex Lecor,
- Joël Denis,
- Claude Valade,
- Ginette Ravel,
- Frenchie Jarraud
- Jean Rafa.